# 1639 en arts plastiques
| Années des arts plastiques : 1636 - 1637 - 1638 - 1639 - 1640 - 1641 - 1642    |
| Décennies des arts plastiques : 1600 - 1610 - 1620 - 1630 - 1640 - 1650 - 1660 |

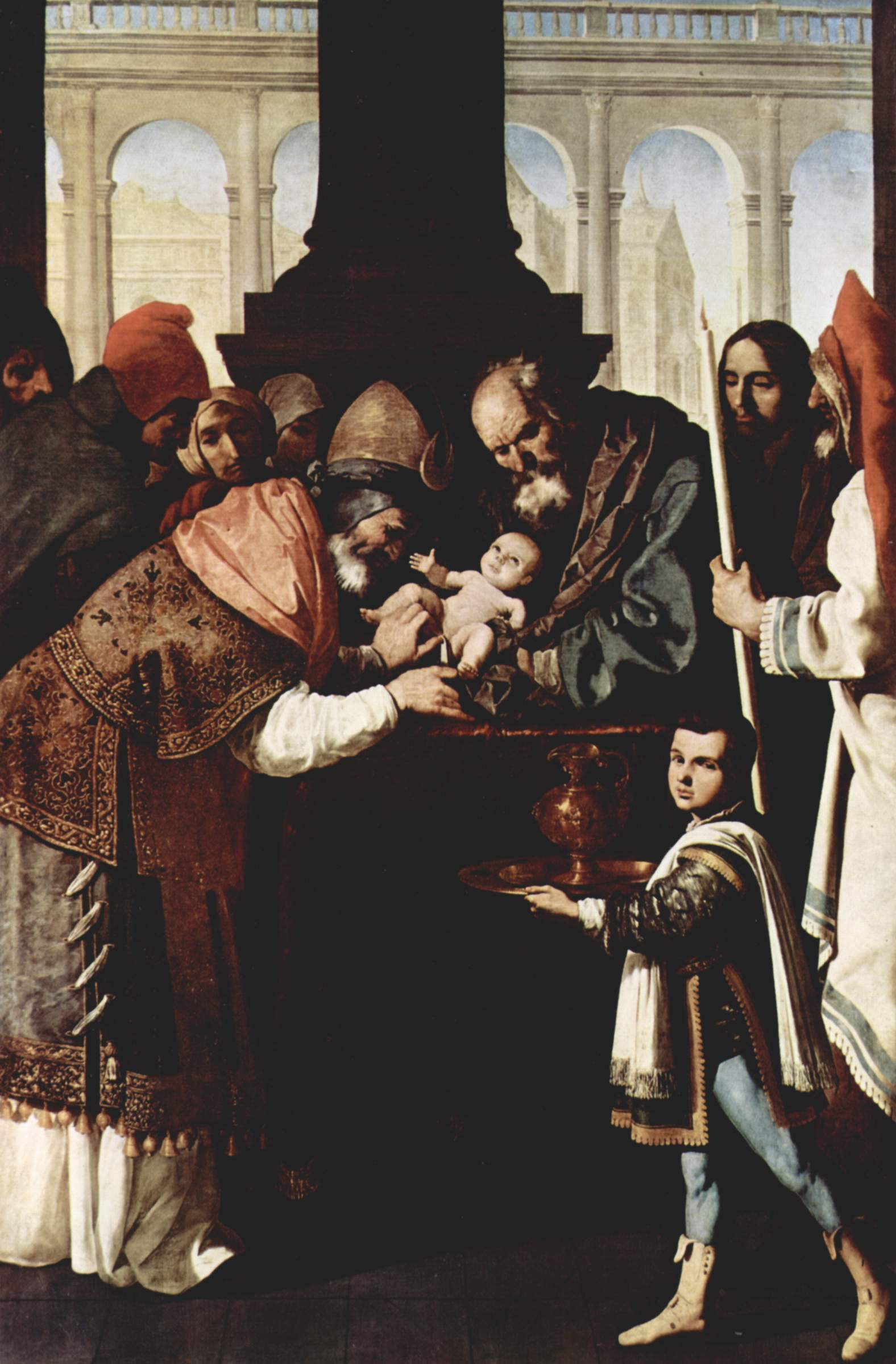
Francisco de Zurbarán, Circoncision.

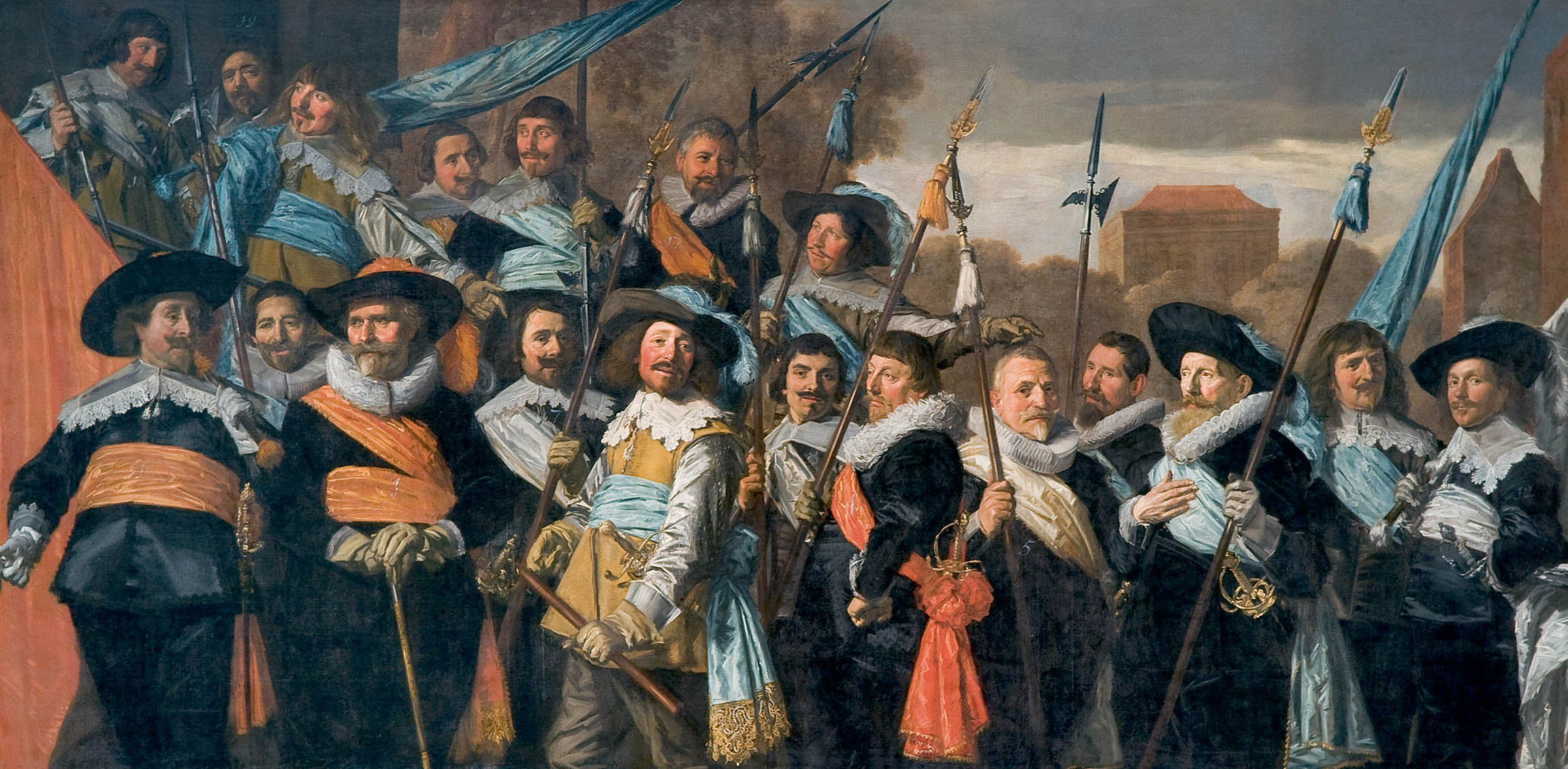
Officiers et sous-officiers du corps des archers de Saint-Georges, de Frans Hals.

Cette page concerne l'année 1639 en arts plastiques.

## Œuvres
- 1638-1640 : Et in Arcadia ego (deuxième version), huile sur toile de Nicolas Poussin
- La Mort de la Vierge, gravure à l'eau-forte et pointe sèche sur papier vergé de Rembrandt.
- Port de mer au soleil couchant, tableau de Claude Gellée.

## Naissances
- 8 mai : Baciccio, peintre baroque italien († 2 avril 1709),
- 16 mai : Giovanni Andrea Carlone, peintre italien († 4 avril 1697),
- 28 août; Bartolomeo Bettera, peintre italien († ?),
- ? :
  - Claude Audran II, graveur et peintre français († 1684),
  - Caspar Netscher, peintre néerlandais († 15 janvier 1684).

## Décès
- 25 février : Roelandt Savery, peintre flamand (° 1576),
- 20 mai : Nicolas Guillain, sculpteur français (° 1550),
- 22 juillet : Rutilio Manetti, peintre italien de l'école siennoise (° 1er janvier 1571),
- ? :
  - Bernardino Capitelli, peintre baroque et graveur italien (° 1589),
  - Chen Jiru, peintre et écrivain chinois (° 1558).